# Coccymys ruemmleri
Coccymys ruemmleri is een knaagdier uit het geslacht Coccymys dat voorkomt op Nieuw-Guinea. Hij leeft in de Centrale Cordillera, de Wilhelminatop in het Sneeuwgebergte tot Mount Saint Mary in de provincie Central in Papoea-Nieuw-Guinea. Hij komt niet voor in de Owen Stanley Range in het zuidoosten, noch in de Vogelkop in het noordwesten. Hij komt voor van 1900 tot 3600 m hoogte. Hij eet plantaardig materiaal, waaronder bladeren.
Deze soort lijkt door zijn harige staart oppervlakkig op de verwanten van Rattus niobe. Hij verschilt van C. albidens in het bezit van oranje snijtanden, kleinere oren en een witte staartpunt. De kop-romplengte bedraagt 100 tot 118 mm, de staartlengte 138 tot 170 mm, de achtervoetlengte 21.9 tot 25 mm, de oorlengte 17 mm en het gewicht 26 tot 34.8 gram. Vrouwtjes hebben 1+2=6 mammae.